# (1602) Indiana
(1602) Indiana est un astéroïde de la ceinture principale, découvert le 14 mars 1950 par Beryl H. Potter à l'observatoire Goethe Link près de Brooklyn, dans l'Indiana. Il est nommé d'après l'État de l'Indiana et de l'université de l'Indiana.